# Клетня
Клетня́ (до 1935 года официальное название Лю́динка) — посёлок городского типа, административный центр Клетнянского района Брянской области России.
Население — 11 947 чел. (2021).

## География
Расположен на реке Надва (бассейн Днепра), в 99 км к западу от Брянска. Конечная станция железнодорожной ветки (43 км) от Жуковки (на линии Брянск — Смоленск).

## История
Основан в 1880 году в связи с началом лесоразработок; первоначально носил название Людинка. С 1918 — волостной центр Брянского уезда, с 1929 райцентр. С 1935 года — посёлок городского типа.
В годы Великой Отечественной войны Клетнянские леса были одним из центров партизанского движения.
28 июня 2012 года Клетня удостоена почётного звания «Посёлок партизанской славы».
До 2006 года существовал пригородный поезд Жуковка - Клетня, состоявший из единственного плацкартного вагона и ТЭМ2. В 2006 году на Клетнянской ветке движение было закрыто, но через неделю восстановлено. С 1 ноября 2010 года пассажирское сообщение на Клетнянской ветке не действует.

## Население
| 1939    | 1959    | 1970    | 1979    | 1989    | 2002    | 2009    |
| ------- | ------- | ------- | ------- | ------- | ------- | ------- |
| 6451    | ↗9574   | ↗11 680 | ↗12 436 | ↗14 258 | ↘13 936 | ↘13 506 |
| 2010    | 2012    | 2013    | 2014    | 2015    | 2016    | 2017    |
| ↘13 313 | ↘13 131 | ↘13 022 | ↘12 952 | ↘12 873 | ↘12 796 | ↘12 640 |
| 2018    | 2019    | 2020    | 2021    |         |         |         |
| ↘12 458 | ↘12 349 | ↘12 284 | ↘11 947 |         |         |         |

Национальный состав
По итогам переписи населения 2020 года проживали следующие национальности (национальности менее 0,1 % и другое, см. в сноске к строке «Другие»):
| Национальность | Численность, чел. | Доля     |
| -------------- | ----------------- | -------- |
| Русские        | 11 731            | 98,19 %  |
| Украинцы       | 25                | 0,21 %   |
| Белорусы       | 13                | 0,11 %   |
| Другие         | 178               | 1,49 %   |
| Итого          | 11 947            | 100,00 % |

## Экономика
Производство мебели, лесокомбинат,  хлебозавод. В районе — месторождения торфа.

## Достопримечательности
В посёлке действуют краеведческий музей, парк культуры и отдыха.
Храм Святого Владимира (1983, вместо сгоревшего деревянного 1900-х гг.) и часовня (1904, памятник архитектуры)

## Радио
- 73,10 Радио Юность